# Liobagrus styani
Liobagrus styani es una especie de pez de la familia Amblycipitidae en el orden de los Siluriformes.

## Morfología
• Los machos pueden llegar alcanzar los 8,5 cm de longitud total.

## Hábitat
Es un pez de agua dulce y de clima templado.

## Distribución geográfica
Se encuentra en la China.